# Lust for a Vampire
Lust for a Vampire (bra Luxúria de Vampiros) é um filme britânico de 1971, dos gêneros romance e terror, dirigido por Jimmy Sangster para a Hammer Films.
Com roteiro de Tudor Gates, este é o segundo filme da chamada Trilogia Karnstein, baseado no livro Carmilla, de Sheridan Le Fanu. O primeiro é The Vampire Lovers, e o terceiro, Twins of Evil. Os três filmes não seguem uma cronologia, mas usam a família Karnstein como fonte da ameaça vampiresca[carece de fontes?].

## Sinopse
Carmilla Karnstein reencarna no corpo de uma linda jovem (Yutte Stensgaard) durante um ritual de magia negra. A vampira inicia então uma terrível seqüência de depravação sexual entre as jovens de uma escola para garotas. Mas, o propósito de Carmilla não param por ai. Ela precisa se alimentar e os moradores do vilarejo sabem que precisarão se unir para derrotar esse terrível mal.

## Elenco
- Yutte Stensgaard ... Mircalla Herritzen/Carmilla Karnstein
- Michael Johnson ... Richard Lestrange
- Ralph Bates ... Giles Barton
- Barbara Jefford ... Condessa Herritzen
- Suzanna Leigh— Janet Playfair
- Helen Christie ... Miss Simpson
- Pippa Steel ... Susan Pelley
- David Healy ... Raymond Pelley
- Harvey Hall— Inspetor Heinrich
- Mike Raven ... Conde Karnstein
- Michael Brennan ... Senhorio
- Jack Melford ... Bispo
- Christopher Cunningham ... Cocheiro
- Judy Matheson ... Amanda
- Christopher Neame ... Hans
- Sue Longhurst ... Aluna
- Kirsten Lindholm ... Camponesa

## Produção
Jimmy Sangster teve pouco tempo para substituir Terence Fisher. Devido, em parte, às restrições da censura do British Board of Film Classification, esse filme e sua sequência têm cada vez menos elementos lésbicos na história. Carmilla, por exemplo, neste filme se apaixona por um homem. Ingrid Pitt foi oferecida ao papel, mas recusou. Peter Cushing deveria ter aparecido no filme, mas saiu de cena para cuidar de sua esposa doente. Ralph Bates, que descreveu Lust for a Vampire como "um dos piores filmes já feitos", já havia aparecido em Taste the Blood of Dracula com Madeline Smith, que estrelou o filme anterior, The Vampire Lovers.